# ハル・ブリーデン
ハロルド・ノエル・ブリーデン（Harold Noel "Hal" Breeden、1944年6月28日 - 2021年5月3日）は、アメリカ合衆国ジョージア州オールバニ出身のプロ野球選手（内野手）。左投右打。
実兄もプロ野球選手で捕手のダニー・ブリーデン。

## 経歴

### プロ入りとブレーブス時代
1963年にミルウォーキー・ブレーブスへ入団し、マイナーリーグで非常に堅実な打者として活躍。1年目の同年はウェイクロス・ブレーブスで116試合に出場して打率.330を記録した。
1964年にはオースティン・セネタースから途中加入したヤキマ・ブレーブスで75試合に出場して打率.406を記録。
1967年にはキンストン・イーグルスとウェストパームビーチ・ブレーブスでプレーし、2チームの間で139試合に出場して打率.310を記録。
1970年にはリッチモンド・ブレーブスで136試合に出場して37本塁打を記録した。

### カブス時代
1970年11月30日にホイト・ウィルヘルムとのトレードでシカゴ・カブスへ移籍した。
1971年4月7日のセントルイス・カージナルス戦（リグレー）でメジャーデビューを果たし、7回裏にアール・スティーブンソンの代打で起用され、スティーブ・カールトンと対戦。4月22日のヒューストン・アストロズ戦（リグレー）でラリー・ダーカーから初安打を記録した。4月23日のニューヨーク・メッツ戦（リグレー）でチャーリー・ウィリアムズから初本塁打と初打点を記録。同年には1年だけ兄とチームメイトであり、一緒に数試合でプレーした。

### エクスポズ時代
1972年4月7日にヘクター・トーレスと共に、ダン・マッギンとのトレードでモントリオール・エクスポズへ移籍した。
1973年には105試合出場で71安打ながら15本塁打を記録し、100試合以上に出場した全選手の中で最も高い長打率をマーク。
1975年9月11日のフィリーズ戦（ジェリー）がメジャーでの最終出場となった。

### 阪神時代
1976年には阪神タイガースに移籍。
同年は5月2日の巨人戦（後楽園）で新浦寿夫・水谷孝、5月5日の広島東洋カープ戦（甲子園）で金城基泰、5月9日の中日ドラゴンズ戦（ナゴヤ）で星野仙一・稲葉光雄、15日の大洋戦（甲子園）で杉山知隆・小谷正勝、5月22日の東京ヤクルトスワローズ戦（神宮）で安田猛からと、月間5試合で5球団から1試合2本塁打を記録した。こうした長打力の一方で、鈍足と打球の速さが災いして併殺打が多く、打率は低かった。最終的にNPB1年目からチーム最多の40本塁打を記録し、田淵幸一・掛布雅之・マイク・ラインバックとの4人を中心にチーム本塁打193本と当時のリーグ記録を作り、シーズン終盤まで巨人と優勝争いを演じる原動力となった。
1977年には打率.236と大きく数字を下げる形となったが、満塁本塁打3本を含む37本塁打を記録し、オールスター出場も果たすなど、ラインバックと共に強打の助っ人コンビとして活躍。バットで貢献しただけではなく、珍しい左投右打の一塁手として藤田平や掛布雅之からの高い送球を捕った。柔らかいハンドリングであり、藤田のワンバウンド送球を捕って助けたほか、掛布のショートバウンドの送球も必ず捕った。前後や左右の球が得意とし、送球を逃さない一塁守備で、阪神内野陣は一流になっていくきっかけを作った。日本人には真似できない打撃で、癖の無いフォームで弱点がほとんどなく自然体、右方向へも打った。当時4番の田淵幸一の後ろを打つ強力な外国人選手という狙いで獲られたが、1年目から40本塁打の活躍をしたことで、相手投手が田淵と勝負するようになった。1978年は右膝痛に悩まされ、6月に故障し帰国。最終的には右膝靱帯損傷と診断され、完治は難しいとの判断から、シーズン途中で戦力外通告を受けた。帰国後は1979年に3Aマイアミ・アミーゴスでプレーし、同年限りで現役を引退。

### 引退後
引退後は故郷のジョージア州に戻り、1988年からはリー郡の郡保安官となる 。
2004年には新聞の取材でメジャーのドーピング問題について意見を求められ、ドーピングの蔓延するメジャーを強く批判している。
2008年の保安官選挙で対立候補に敗れて、引退するまで、同職を20年務めた。
2021年5月3日、ジョージア州リーズバーグの自宅で死去。76歳没。訃報を受けて阪神時代のブリーデンを知る吉田義男、江本孟紀、藤田、田淵、掛布が追悼コメントを発表した。

## 人物
打席での形相などから「赤鬼」と呼ばれたが、普段は映画俳優のような端正な顔立ちで、大の話し好きであった。2歳下の田淵は「阪神での現役10年間で、最も印象に残っている男だった。よき友」と振り返っており、田淵とは家族ぐるみの付き合いをした。西宮市の自宅に家族を招いて日本食を振る舞うと「今度は俺のとこへ来い」と言われ、神戸市内のマンションに招待。ホームパーティーのような形で出てきたのはビールとポテトチップスであったが、豪華な食事よりも話し好きなブリーデンならではのもてなしであった。田淵が焼肉や寿司に連れて行った時も、ブリーデンはずっと話していた。
まるで自分がチームリーダーであるかのように、積極的にチームを盛り立てた。藤田は「歴代の阪神外国人選手の中でもトップクラスだったと言っていいほどのナイスガイ」と振り返っており、練習の合間などはチームに溶け込もうと、辞書を持ちながらコミュニケーションを取ろうとした。勤勉な面もあった一方で、性格はお茶目であり、練習の合間などには、周りの選手にちょっかいを出したり、悪戯をしたりして雰囲気を明るくした。
江本は、ロッカールームで一緒に来日した5歳下のラインバックに自分の靴を磨かせているところを目撃。メジャーでの実績もブリーデンの方が上であり、アメリカにも年齢や実績での上下関係が存在するのだと、江本は妙に感心している。安藤統男は、その光景を見てブリーデンが嫌いになったという。またブリーデンはよくラインバックに説教していたが、場合に依ってはラインバックが「メジャーでの貴方の実績は認めるが、ここは日本だ。あくまでも対等だ」と反論した事もあった。
中日戦で鈴木孝政との対決前にスパイクの歯でバットの芯の部分を削るなど奇想天外なところもあり、目撃した掛布には「あいつの球は速いからツルツルのバットだとファウルになる。このデコボコにボールが引っかかれば俺のパワーならホームランを打てる」と説明しているが、掛布はその結果は忘れている。

## 詳細情報

### 年度別打撃成績
| 年 度    | 球 団    | 試 合 | 打 席 | 打 数 | 得 点 | 安 打 | 二 塁 打 | 三 塁 打 | 本 塁 打 | 塁 打 | 打 点 | 盗 塁 | 盗 塁 死 | 犠 打 | 犠 飛 | 四 球 | 敬 遠 | 死 球 | 三 振 | 併 殺 打 | 打 率 | 出 塁 率 | 長 打 率 | O P S |
| -------- | -------- | ----- | ----- | ----- | ----- | ----- | -------- | -------- | -------- | ----- | ----- | ----- | -------- | ----- | ----- | ----- | ----- | ----- | ----- | -------- | ----- | -------- | -------- | ----- |
| 1971     | CHC      | 23    | 39    | 36    | 1     | 5     | 1        | 0        | 1        | 9     | 2     | 0     | 0        | 1     | 0     | 2     | 0     | 0     | 7     | 0        | .139  | .184     | .250     | .434  |
| 1972     | MON      | 42    | 96    | 87    | 6     | 20    | 2        | 0        | 3        | 31    | 10    | 0     | 0        | 0     | 2     | 7     | 0     | 1     | 15    | 1        | .230  | .289     | .356     | .645  |
| 1973     | MON      | 105   | 290   | 258   | 36    | 71    | 10       | 6        | 15       | 138   | 43    | 0     | 1        | 1     | 0     | 29    | 2     | 3     | 45    | 7        | .275  | .355     | .535     | .890  |
| 1974     | MON      | 79    | 215   | 190   | 14    | 47    | 13       | 0        | 2        | 66    | 20    | 0     | 1        | 0     | 1     | 24    | 0     | 0     | 35    | 7        | .247  | .330     | .347     | .678  |
| 1975     | MON      | 24    | 44    | 37    | 4     | 5     | 2        | 0        | 0        | 7     | 1     | 0     | 0        | 0     | 0     | 7     | 0     | 3     | 5     | 1        | .135  | .319     | .189     | .508  |
| 1976     | 阪神     | 123   | 505   | 445   | 73    | 116   | 16       | 0        | 40       | 252   | 92    | 3     | 1        | 0     | 7     | 50    | 5     | 3     | 82    | 16       | .261  | .339     | .566     | .906  |
| 1977     | 阪神     | 120   | 476   | 415   | 62    | 98    | 6        | 1        | 37       | 217   | 90    | 2     | 2        | 0     | 2     | 53    | 6     | 6     | 85    | 20       | .236  | .331     | .523     | .854  |
| 1978     | 阪神     | 17    | 71    | 61    | 4     | 17    | 3        | 0        | 2        | 26    | 12    | 0     | 0        | 0     | 2     | 8     | 0     | 0     | 9     | 2        | .279  | .362     | .426     | .789  |
| MLB：5年 | MLB：5年 | 273   | 684   | 608   | 61    | 148   | 28       | 6        | 21       | 251   | 76    | 0     | 2        | 2     | 3     | 69    | 2     | 7     | 107   | 16       | .243  | .326     | .413     | .739  |
| NPB：3年 | NPB：3年 | 260   | 1052  | 921   | 139   | 231   | 25       | 1        | 79       | 495   | 194   | 5     | 3        | 0     | 11    | 111   | 11    | 9     | 176   | 38       | .251  | .337     | .537     | .875  |

- 各年度の太字はリーグ最高

### 記録
NPB初記録
- 初出場・初先発出場：1976年4月4日、対広島東洋カープ1回戦（広島市民球場）、5番・一塁手として先発出場
- 初打席・初安打・初打点：同上、1回表に外木場義郎から適時打
- 初本塁打：1976年4月11日、対ヤクルトスワローズ2回戦（阪神甲子園球場）、6回裏に会田照夫から2ラン

NPBその他の記録
- オールスターゲーム出場：1回 （1977年）

### 背番号
- 25（1971年）
- 23（1972年 - 1975年）
- 44（1976年 - 1978年）